# سفارة تشيلي في روسيا
سفارة تشيلي في روسيا هي أرفع تمثيل دبلوماسي لدولة تشيلي لدى روسيا. تقع السفارة في موسكو وهي تهدف لتعزيز المصالح التشيلية في روسيا.

## وصلات خارجية
- قائمة سفارات تشيلي
- قائمة السفارات في روسيا